# Scottie Barnes
Scott Wayne Barnes Jr. (Flórida, 1 de agosto de 2001) é um jogador norte-americano de basquete profissional que atualmente joga no Toronto Raptors da National Basketball Association (NBA).
Ele jogou basquete universitário na Universidade Estadual da Flórida e foi selecionado como a quarta escolha geral pelo Toronto Raptors no draft da NBA de 2021.

## Carreira no ensino médio
Quando calouro, Barnes jogou basquete na Cardinal Newman High School em West Palm Beach, Flórida. Ele foi selecionado para a Segunda-Equipe da Área depois de levar Newman a um recorde de 19–8 e as semifinais regionais. Após a temporada, Barnes foi transferiu para a NSU University School em Fort Lauderdale, Flórida, onde foi companheiro de equipe de Vernon Carey Jr..
Em seu segundo ano, ele ajudou sua equipe a chegar a um recorde de 36–2 e ao seu primeiro título estadual. Barnes levou a NSU University School ao título do City of Palms Classic e foi eleito o MVP depois de registrar 15 pontos e oito rebotes na final contra East High School. No GEICO Nationals, ele obteve médias de 21,3 pontos e 9,7 rebotes e a NSU University School terminou como vice-campeã.
Em sua terceira temporada, Barnes teve médias de 13,1 pontos, sete rebotes e 4,8 assistências, levando seu time a um recorde de 27-5 e um segundo título estadual.
Em 5 de agosto de 2019, ele anunciou que estava se mudando para a Montverde Academy em Montverde, Flórida, juntando-se a Cade Cunningham e Day'Ron Sharpe. Muitos analistas consideram esse time um dos maiores da história do basquete escolar. Barnes teve médias de 11,6 pontos, 6,5 rebotes e 4,6 assistências e ajudou Montverde a ter um recorde de 25-0 com uma margem média de vitória de 39 pontos. Ele foi selecionado para a Primeira-Equipe All-American pela MaxPreps e Sports Illustrated.

### Recrutamento
Um recruta consensual de cinco estrelas, Barnes foi considerado o quarto melhor jogador na classe de recrutamento de 2020 pela ESPN. Ele foi o Ala-pivô mais bem classificado em sua classe pela ESPN e Rivals. Em 14 de outubro de 2019, Barnes anunciou seu compromisso de jogar basquete universitário na Universidade Estadual da Flórida.
| Nome | Cidade Natal                                          | Escola                 | Altura             | Peso            | Data                  |
| --- | ----------------------------------------------------- | ---------------------- | ------------------ | --------------- | --------------------- |
| Scottie Barnes F | West Palm Beach, FL                                   | Montverde Academy (FL) | 6 ft 8 in (2.03 m) | 225 lb (102 kg) | 14 de Outubro de 2019 |
| Scottie Barnes F | Recrutamento: Rivals: 247Sports: ESPN: ESPN grade: 96 |                        |                    |                 |                       |
| Rankings: Rivals: 7º \| 247Sports: 9º \| ESPN: 5 |                                                       |                        |                    |                 |                       |
| - Nota: Em muitos casos, Scout, Rivals, 247Sports e ESPN podem entrar em conflito em suas listas de altura e peso, nestes casos, a média foi obtida. - Fonte: |                                                       |                        |                    |                 |                       |

## Carreira universitária

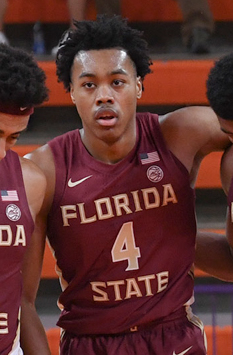
Barnes em Florida State em 2020

Em 13 de março de 2021, Barnes marcou 21 pontos, o recorde de sua carreira, em uma derrota por 80-75 para Georgia Tech no Torneio da ACC. Como calouro, ele teve médias de 10,3 pontos, 4,1 assistências, 4,0 rebotes e 1,5 roubos de bola, ganhando os Prêmio de Calouro do Ano e Sexto Homem do Ano da ACC e sendo selecionado para a Terceira-Equipe da ACC.
Em 9 de abril, ele se declarou para o draft da NBA de 2021, desistindo de sua elegibilidade universitária.

## Carreira profissional

### Toronto Raptors (2021–Presente)
Barnes foi selecionado pelo Toronto Raptors como a quarta escolha geral no draft da NBA de 2021. A escolha foi uma surpresa para muitos, pois o consenso era de que os Raptors escolheriam o armador Jalen Suggs. Em 8 de agosto de 2021, ele assinou um contrato de 4 anos e US$33 milhões com os Raptors.
Em 20 de outubro, Barnes fez sua estreia na NBA e registrou 12 pontos, nove rebotes e uma assistência na derrota por 98-83 para o Washington Wizards.
Em 23 de outubro, ele registrou 25 pontos e 13 rebotes na vitória por 115-83 sobre o Boston Celtics. Barnes se tornou o jogador mais jovem da história dos Raptors com um jogo de 25+ pontos e 10+ rebotes, passando Chris Bosh e Tracy McGrady. Em 30 de outubro, em uma vitória contra o Indiana Pacers, Barnes registrou 21 pontos e 12 rebotes em seu segundo duplo-duplo da carreira. Barnes se tornou apenas o segundo novato na história da franquia a registrar 100 pontos em seus primeiros seis jogos, juntando-se a Damon Stoudamire. Após seu sétimo jogo, Barnes se tornou um dos poucos jogadores da NBA com média de 18+ pontos e 8+ rebotes em pelo menos 50% de arremessos após seus primeiros sete jogos da NBA desde 1985; os outros são Hakeem Olajuwon, David Robinson, Shaquille O'Neal, Blake Griffin, Ben Simmons e Zion Williamson. Em 10 de novembro, após uma vitória contra os Celtics, Barnes tornou-se um dos 2 jogadores desde a temporada de 1985-86 com mais de 170 pontos e mais de 85 rebotes, enquanto acertava 50% ou mais arremessos em seus primeiros 10 jogos na carreira, o outro jogador sendo Shaquille O'Neal. Em 18 de março, Barnes registrou 31 pontos e 17 rebotes em uma derrota na prorrogação por 128-123 para o Los Angeles Lakers.
Sendo titular em todos os 74 jogos que jogou, Barnes terminou a temporada com médias de 15,3 pontos, 7,2 rebotes, 3,5 assistências e 1,1 roubos de bola. Ele foi o único novato a se classificar entre os cinco primeiros no total de pontos, rebotes, assistências, roubos de bola e bloqueios e levou os Raptors ao quinto lugar na Conferência Leste. Em 23 de abril, Barnes foi nomeado o Novato do Ano. Ele se tornou o primeiro jogador dos Raptors a ganhar o prêmio em 23 anos desde que Vince Carter ganhou em 1999 e o terceiro a ganhar o prêmio junto com Carter e Damon Stoudamire.
Em 4 de novembro de 2022, Barnes alcançou seu primeiro triplo-duplo da carreira com 11 pontos, 10 assistências e 11 rebotes em um jogo contra o Dallas Mavericks. Em 10 de março de 2023, ele registrou sua maior pontuação na carreira com 32 pontos em uma derrota por 122-112 para o Lakers.
Em 6 de fevereiro de 2024, Adam Silver, o Comissário da NBA, nomeou Barnes como jogador substituto devido a lesões de Julius Randle e Joel Embiid para o All-Star Game da NBA de 2024. Barnes foi pro All-Star Game pela primeira vez em sua carreira na NBA, marcando 16 pontos, coletando 8 rebotes e distribuindo 3 assistências.
Em 8 de julho de 2024, Barnes assinou oficialmente uma extensão contratual de 5 anos e US$225 milhões com os Raptors, podendo chegar a até US$270 milhões caso cumpra os requisitos. A extensão contratual de Barnes começaria oficialmente na temporada de 2025-26, após o término de seu primeiro contrato, e seguiria até a temporada de 2029-30. Com a extensão, Barnes se tornou o jogador mais bem pago da história da franquia.

## Carreira na seleção
Barnes ganhou a medalha de ouro com os Estados Unidos na Copa América Sub-16 de 2017 em Formosa, Argentina, após ter médias de 9,8 pontos, 3,2 rebotes e 2,4 roubos de bola. Em uma vitória na semifinal sobre a Argentina, ele teve 20 pontos e seis roubos de bola. Na Copa do Mundo Sub-17 de 2018 na Argentina, Barnes teve médias de 9,5 pontos e 5,8 rebotes e conquistou outra medalha de ouro. Ele teve médias de 9,7 pontos, 4,9 rebotes e 2,7 assistências na Copa do Mundo Sub-19 de 2019 em Heraklion, Grécia, onde conquistou sua terceira medalha de ouro com os Estados Unidos.

## Estatísticas da carreira

### NBA

#### Temporada Regular
| Ano      | Equipe   | PJ  | PT  | MPJ  | AP   | 3P   | LL   | RT  | AS  | BR  | TO  | PPJ  |
| -------- | -------- | --- | --- | ---- | ---- | ---- | ---- | --- | --- | --- | --- | ---- |
| 2021–22  | Toronto  | 74  | 74  | 35.4 | .492 | .301 | .735 | 7.5 | 3.5 | 1.1 | .7  | 15.3 |
| 2022–23  | Toronto  | 77  | 76  | 34.8 | .456 | .281 | .772 | 6.7 | 4.8 | 1.1 | .8  | 15.3 |
| 2023–24  | Toronto  | 60  | 60  | 34.9 | .475 | .341 | .781 | 8.2 | 6.1 | 1.3 | 1.5 | 19.9 |
| Carreira | Carreira | 211 | 210 | 35.0 | .474 | .307 | .762 | 7.4 | 4.8 | 1.1 | 1.0 | 16.8 |
| All-Star | All-Star | 1   | 0   | 17.7 | .700 | .400 | -    | 8.0 | 3.0 | 1.0 | .0  | 16.0 |

#### Play-in
| Ano  | Equipe  | PJ | PT | MPJ  | AP   | 3P   | LL   | RT   | AS  | BR  | TO  | PPJ  |
| ---- | ------- | -- | -- | ---- | ---- | ---- | ---- | ---- | --- | --- | --- | ---- |
| 2023 | Toronto | 1  | 1  | 40.5 | .538 | .500 | .571 | 10.0 | 2.0 | 2.0 | 1.0 | 19.0 |

#### Playoffs
| Ano  | Equipe  | PJ | PT | MPJ  | AP   | 3P   | LL   | RT  | AS  | BR  | TO | PPJ  |
| ---- | ------- | -- | -- | ---- | ---- | ---- | ---- | --- | --- | --- | -- | ---- |
| 2022 | Toronto | 4  | 4  | 33.2 | .429 | .167 | .813 | 9.0 | 4.3 | 1.0 | .3 | 12.8 |

### Universidade
| Ano     | Equipe        | PJ | PT | MPJ  | AP   | 3P   | LL   | RT  | AS  | BR  | TO | PPJ  |
| ------- | ------------- | -- | -- | ---- | ---- | ---- | ---- | --- | --- | --- | -- | ---- |
| 2020–21 | Florida State | 24 | 7  | 24.8 | .503 | .275 | .621 | 4.0 | 4.1 | 1.5 | .5 | 10.3 |

Fonte:

## Prêmios e homenagens
NBA
- NBA All-Star: 2024
- NBA Rookie of the Year: 2022
- NBA All-Rookie Team:
  - Primeiro Time: 2022

## Ligações externos
- Biografia de Florida State Seminoles
- Biografia da Academia Montverde
- Biografia da Seleção dos EUA